# Прато Розето-Казе Бјанке (Рим)
Прато Розето-Казе Бјанке је насеље у Италији у округу Рим, региону Лацио.
Према процени из 2011. у насељу је живело 142 становника. Насеље се налази на надморској висини од 106 м.